# Elizabet Kejdi Stanton
Elizabet Kejdi Stanton (12 november 1815 – 26. oktobar 1902) bila je američki sufragista, društveni aktivista, abolicionista, i vodeća figura ranog pokreta za ženska prava. Njena Deklaracija o sentimentima, predstavljena na Seneka Folskoj konvenciji održanoj u Seneka Folsu u Njujorku 1848. godine, često se smatra iniciranjem prvih organizovanih pokreta za prava žena i njihova glasačka prava u Sjedinjenim Državama. Stanton je bila predsednik Nacionalnog američkog udruženja žena za izborna prava glasa od 1890. do 1892. godine.
Pre nego što je Stanton suzila svoj politički fokus gotovo isključivo na ženska prava, ona je bila aktivni abolicionista sa suprugom Henrijem Brusterom Stantonom (saosnivačem Republikanske stranke) i rođakom Geritom Smitom. Za razliku od mnogih koji su bili uključeni u pokretu za ženska prava, Stanton se bavila raznim pitanjima koja se odnose na žene mimo glasačkih prava. Njen delokrug je obuhvatao roditeljska i starateljska prava žena, imovinska prava, prava na zaposlenje i primanja, razvod, ekonomsko zdravlje porodice i kontrolu rađanja. Takođe je bila otvorena zagovornica pokreta umerenosti iz 19. veka.
Nakon Američkog građanskog rata, posvećenost Stantonove ženskom biračkom pravu izazvala je raskol u pokretu za ženska prava kada je ona, zajedno sa Suzan B. Entoni, odbila da podrži usvajanje četrnaestog i petnaestog amandmana Ustava Sjedinjenih Država. Ona se protivila davanju dodatne pravne zaštite i glasačkih prava afroameričkim muškarcima, dok su ženama, crnim i belim, uskraćena ta ista prava. Njen stav po ovom pitanju, zajedno sa njenim razmišljanjima o organizovanom hrišćanstvu i ženskim pitanjima izvan glasačkih prava, doveo je do formiranja dve odvojene organizacije za ženska prava koja su se konačno spojile, sa Stantonovom kao predsednicom zajedničke organizacije, dvadesetak godina nakon njenog raskola sa prvobitnim pokretom ze ženskog pravo glasa.
Stanton je umrla 1902. godine, napisavši Žensku Bibliju i svoju autobiografiju Osamdeset godina i više, i mnoštvo članaka i pamfleta o ženskom izbornom pravu i ženskim pravima.

## Detinjstvo i porodična pozadina
Elizabet Kejdi, osmo od jedanaestero djece, rođena je u Džonstaunu u Njujorku, od oca Danijela Kejdija i majke Margaret Livingston Kejdi. Petoro njene braće i sestara je umrlo u ranom detinjstvu ili dojenačkom uzrastu. Šesti brat, njen stariji brat Eleazar, umro je u svojoj dvadesetoj godina neposredno pre diplomiranja na Junion koledžu u Skenektadiju u Njujorku. Samo su Elizabet Kejdi i njene četiri sestre živele do odraslog uzrasta i starosti. Kasnije u životu, Elizabet je imenovala svoje dve ćerke po dvema od svojih sestara, Margaret i Hariot.
Danijel Kejdi, otac Stantonove, bio je istaknuti federalistički advokat koji je odslužio jedan mandat u Kongresu Sjedinjenih Država (1814–1817), a potom je postao sudija opšteg suda, i 1847. godine sudija Vrhovnog suda u Njujorku. Sudija Kejdi upoznao je svoju ćerku sa zakonom i zajedno sa njenim pašenogom Edvardom Bajardom, posadili su rano seme koje je preraslo u njen pravni i društveni aktivizam. Još kao mlada devojka, ona je uživala da čita očeve pravne knjige i da raspravlja pravna pitanja sa njegovim pravnim službenicima. Upravo je ovo rano izlaganje zakonu delom uzrokovalo da Stanton shvati koliko je nesrazmerno zakon favorizirao muškarce nad ženama, posebno udatim ženama. Njena spoznaja da udate žene nemaju gotovo nikakvo vlasništvo, prihod, zaposlenje ili čak starateljska prava nad sopstvenom decom, pomoglo joj je da krene u pravcu promene tih nejednakosti.

## Literatura
- Baker, Jean H (2005). Sisters: The Lives of America's Suffragists. ISBN 978-0-8090-9528-5. Hill and Wang, New York. .
- Banner, Lois W. Elizabeth Cady Stanton: A Radical for Women's Rights. 1997. ISBN 978-0-673-39319-7. Addison-Wesley Publishers, .
- Burns, Ken and Geoffrey C. Ward; Not for Ourselves Alone: The Story of Elizabeth Cady Stanton and Susan B. Anthony;. 1999. ISBN 978-0-375-40560-0. Alfred A. Knoph; New York, NY. .
  - Burns, Ken, director, Not for Ourselves Alone: The Story of Elizabeth Cady Stanton & Susan B. Anthony DVD & VHS tape, PBS Home Video, (1999).
- Douglass, Frederick; (1994). Autobiographies: Narrative of the Life, My Bondage and Freedom, Life and Times. ISBN 978-0-940450-79-0.. Ed. Henry Louis Gates, Jr. Penguin Putnam, Inc.; New York, NY. .
- Dubois, Ellen Carol, editor (1994). The Elizabeth Cady Stanton – Susan B. Anthony Reader: Correspondence, Writings, Speeches. Northeastern University Press. ISBN 978-1-55553-149-2., September . .
- Dubois, Ellen Carol (1999). Feminism & Suffrage: The Emergence of an Independent Women's Movement in America, 1848–1869. Cornell University Press. ISBN 978-0-8014-8641-8.; Ithaca, NY. .
- Dubois, Ellen Carol and Candida-Smith, Richard editors. "Elizabeth Cady Stanton, Feminist as Thinker. New York University Press; New York, NY. 2007.  978-0-8147-1982-4..
- Foner, Philip S., editor. Frederick Douglass: Selected Speeches and Writings. 1999. ISBN 978-1-55652-352-6.. Lawrence Hill Books (The Library of Black America); Chicago, IL. .
- Ginzberg, Lori D. . Hill and Wang, New York. Elizabeth Cady Stanton: An American Life. 2009. ISBN 978-0-8090-9493-6..
- Griffith, Elisabeth (1985). In Her Own Right: The Life of Elizabeth Cady Stanton. Oxford University Press. ISBN 978-0-19-503729-6.; New York, NY. .
- James, Edward T., editor. Notable American Women a Biographical Dictionary (1607–1950); Volume II (G–O). 1971. ISBN 978-0-674-62734-5. "GAGE, Matilda Joslyn" (pp. 4–6) and "HOWE, Julia Ward" (pp. 225–229). The Belknap Press of Harvard University Press; Cambridge, MA. .
- James, Edward T., editor. Notable American Women a Biographical Dictionary (1607–1950); Volume III (P–Z). 1971. ISBN 978-0-674-62734-5. "STANTON, Elizabeth Cady" (pp. 342–347) and "STONE, Lucy" (pp. 387–390). The Belknap Press of Harvard University Press; Cambridge, MA. .
- Kern, Kathi (2001). Mrs. Stanton's Bible. Cornell University Press. ISBN 978-0-8014-8288-5.; Ithaca, NY. .
- Klein, Milton M., editor. The Empire State: a History of New York. 2001. ISBN 978-0-8014-3866-0. Cornell University Press; Ithaca, NY. .
- Mason, Alpheus Thomas; Free Government in the Making: Readings in American Political Thought, 3rd Edition. Oxford University Press; New York, 1975.
- Renehan, Edward J (1995). The Secret Six: The True Tale of the Men Who Conspired with John Brown. ISBN 978-0-517-59028-7.. New York. Crown Publishers, Inc.; . .
- Sigerman, Harriet (2001). Elizabeth Cady Stanton: The Right Is Ours. Oxford University Press. ISBN 978-0-19-511969-5., November .
- Blatch, Harriot Stanton and Alma Lutz; Challenging Years: the Memoirs of Harriot Stanton Blatch; G.P. Putnam's Sons; New York, NY, 1940.
- Gordon, Ann D., editor. The Selected Papers of Elizabeth Cady Stanton & Susan B. Anthony Volume I: In the School of Anti-Slavery 1840–1866. 2001. ISBN 978-0-8135-2317-0. Rutgers University Press; New Brunswick, NJ. .
- Gordon, Ann D., editor. The Selected Papers of Elizabeth Cady Stanton & Susan B. Anthony Volume II: Against an Aristocracy of Sex 1866–1873. 2000. ISBN 978-0-8135-2318-7. Rutgers University Press; New Brunswick, NJ. .
- Gordon, Ann D., editor. The Selected Papers of Elizabeth Cady Stanton & Susan B. Anthony Volume III: National Protection for National Citizens 1873–1880. 2003. ISBN 978-0-8135-2319-4. Rutgers University Press; New Brunswick, NJ. .
- Gordon, Ann D., editor. The Selected Papers of Elizabeth Cady Stanton & Susan B. Anthony Volume IV: When Clowns Make Laws for Queens 1880–1887. 2006. ISBN 978-0-8135-2320-0. Rutgers University Press; New Brunswick, NJ. .
- Gordon, Ann D., editor. The Selected Papers of Elizabeth Cady Stanton & Susan B. Anthony Volume V: Their Place Inside the Body-Politic, 1887 to 1895. 2009. ISBN 978-0-8135-2321-7. Rutgers University Press; New Brunswick, NJ. .
- Gordon, Ann D., editor. The Selected Papers of Elizabeth Cady Stanton & Susan B. Anthony Volume VI: An Awful Hush, 1895 to 1906. 2013. ISBN 978-08135-5345-0. Rutgers University Press; New Brunswick, NJ. .
- Langley, Winston E. & Vivian C. Fox, editors. Women's Rights in the United States: A Documentary History. 1994. ISBN 978-0-275-96527-3. Praeger Publishers; Westport, CT. .
- Stanton, Elizabeth Cady (1993). Eighty Years & More: Reminiscences 1815–1897. Northeastern University Press. ISBN 978-1-55553-137-9.; Boston. .
- Stanton, Elizabeth Cady (2001). Solitude of Self. Paris Press. ISBN 978-1-930464-01-8.; Ashfield, MA. .
- Stanton, Elizabeth Cady (foreword by Maureen Fitzgerald). The Woman's Bible. 1993. ISBN 978-1-55553-162-1. Northeastern University Press; Boston.
- Stanton, Elizabeth Cady (1999). The Woman's Bible. Prometheus Books. ISBN 978-0-405-04481-6.; Great Minds Series; Amherst, NY. .
- Stanton, Elizabeth et al., eds., History of Woman Suffrage, vol. 4, 1902
- Stanton, Theodore & Harriot Stanton Blatch, eds., Elizabeth Cady Stanton As Revealed in Her Letters Diary and Reminiscences, Volume One. Arno & The New York Times; New York, 1969. (Originally published by Harper & Brothers Publishers).
- Stanton, Theodore & Harriot Stanton Blatch, eds., Elizabeth Cady Stanton As Revealed in Her Letters Diary and Reminiscences, Volume Two. Arno & The New York Times; New York, 1969. (Originally published by Harper & Brothers Publishers).

## Spoljašnje veze

### Sabrana dela
- Elizabeth Cady Stanton на сајту Пројекат Гутенберг (језик: енглески)
- Elizabet Kejdi Stanton на сајту Internet Archive (језик: енглески)
- Elizabet Kejdi Stanton на сајту LibriVox (језик: енглески)

### Individualni spisi Stantonove
- The Woman's Bible by Elizabeth Cady Stanton на пројекту Гутенберг from Project Gutenberg}-

### Drugi onlajn izvori
- „Elizabeth Cady Stanton”. Internet Encyclopedia of Philosophy.